# Scopesis bicolor
Scopesis bicolor är en stekelart som först beskrevs av Johann Ludwig Christian Gravenhorst 1829.  Scopesis bicolor ingår i släktet Scopesis och familjen brokparasitsteklar. Arten är reproducerande i Sverige. Inga underarter finns listade i Catalogue of Life.